# Armes utilisées pendant la guerre d'Algérie
 (juillet 2014).
Si vous disposez d'ouvrages ou d'articles de référence ou si vous connaissez des sites web de qualité traitant du thème abordé ici, merci de compléter l'article en donnant les références utiles à sa vérifiabilité et en les liant à la section « Notes et références ».
La guerre d'Algérie a vu l'utilisation d'armes d'origines diverses, à la fois par l'armée française et par les indépendantistes de l'armée de libération nationale (ALN). Les autres forces, qui combattaient les  indépendantistes en conflit ouvert avec l'ALN, et vers les derniers mois de la guerre l'OAS, pro-Algérie française mais qui s'attaque également aux intérêts français, utilisent des armes plus légères.

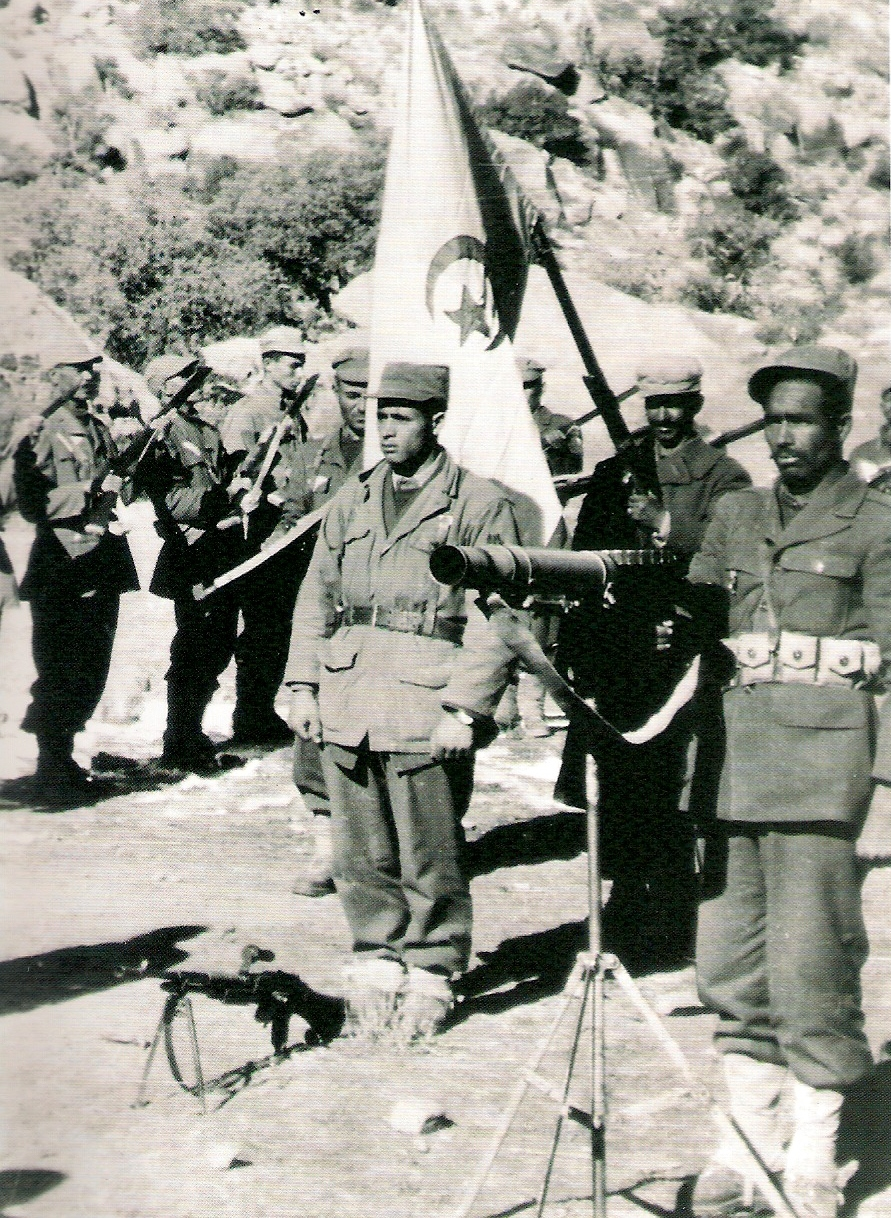
Soldats de la guerre d'Algérie en 1958.

Le conflit voit de nombreuses attaques menées avec des armes légères par l'ALN, les services secrets français ou l'OAS[réf. souhaitée]. 
Les véhicules terrestres de l'armée française sont surtout employés pour le transport et les pilonnage des forces indépendantistes pendant les opérations d'affrontements. En 2022 des médias révèlent l'utilisation de gaz toxiques par l'armée française dans ce qui est appelé la « guerre des grottes ».
Les forces indépendantistes se révèlent vulnérables face à l'aviation française. Au fur et à mesure de la guerre, bien que disposant de quelques armes lourdes, l'ALN n'a pas les moyens matériels et de couverture pour s'opposer aux opérations conventionnelles aéroterrestres de l'armée française. Sa force réside dans les attaques éclairs et le repli dans des zones de sécurité montagneuses .

## Provenance des armes

### Armée française
La France utilise en Algérie une partie du stock restant de la Seconde Guerre mondiale (véhicules légers et chenillés) et de la guerre d'Indochine (MAT-49) mais aussi de l'armement moderne alloué par l'OTAN dans le cadre de la guerre froide et destiné à être utilisé en Europe. Les États-Unis fournissent notamment des hélicoptères Sikorsky dont l'utilisation est décisive pour les opérations aéroportées dans les régions montagneuses de Kabylie et le Nord constantinois.
La cavalerie est fortement employée et déploie des engins blindés légers. Entre autres, en mars 1958, 114 AMX-13 sont déployés ; en juin 1958, on compte 355 chars M24 Chaffee et 340 Panhard EBR, 889 M8 Greyhound (222 pour la gendarmerie), 3 156 half-track et scout-car pour l'armée de terre et 326 pour la gendarmerie en mars 1956.

### ALN
Le FLN et l'ALN utilisent du matériel divers. Lors de la Toussaint rouge, le groupe ne dispose que de 350 armes, dont majoritairement des fusils de chasse. La plupart de l'équipement est formé de modèles de la Seconde Guerre mondiale. Les armes lourdes sont très rares.
D'une part, l'armement provient de l'armée française, qu'il s'agisse d'armes capturées lors d'embuscades ou plus rarement livrées par des déserteurs, notamment des appelés du contingent algérien et aussi certains Français comme le l'aspirant Henri Maillot en 1956.
D'autre part, la Tchécoslovaquie et la Yougoslavie fournissent des armes aux rebelles, livrées clandestinement par la Tunisie et le Maroc. L'Égypte de Nasser fournit également de nombreuses armes. Ainsi, une opération médiatisée du SDECE est l'arraisonnement du cargo Athos le 16 octobre 1956 (voir la crise de Suez).
De très nombreuses armes sont achetées à des trafiquants d'armes sur le marché international bien que les services français cherchent à décourager les vendeurs.
Des ateliers de fabrication d'armes américaines ont été implantés au Maroc par la CIA, pour l'ALN (mortiers, grenades, fusils...). Messaoud Zeghar était le principal intermédiaire entre le FLN et les États-Unis,,.

### OAS
L'OAS utilise des armes de l'armée française. Un important stock d'armes a été dérobé durant le putsch des généraux en avril 1961 et par la suite été utilisé par l'OAS.
La CIA aurait secrètement prévu de livrer des tonnes d'armes au putschistes par cargos en partance du Portugal, mais avec l'échec du putsch, cette opération clandestine a finalement été annulée[réf. nécessaire].

## France

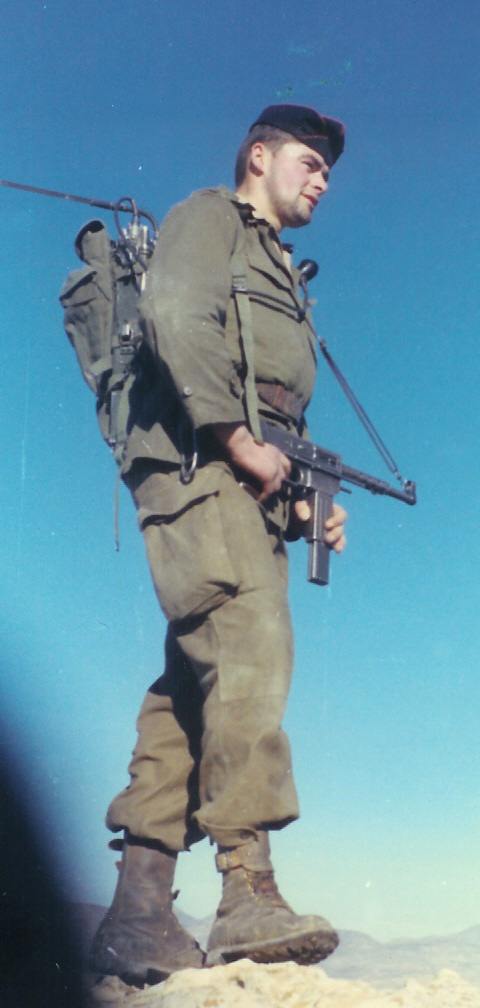
Un appelé dans les Transmissions équipé d’un PM MAT-49, d’une radio AN/PRC-10 et coiffé d'un calot de marsouin.

### Armes de poing
- MAC modèle 1950, prévue comme arme de poing standard des forces armées françaises mais en service conjointement avec les autres types[12]
- Colt M1911, privilégié par les officiers parachutistes[12]
- Pistolet automatique modèle 1935S[12]
- Pistolet automatique modèle 1935A[12]
- Walther P38, série produite après-guerre et utilisée par les gendarmes et CRS en Algérie[12]
- Luger P08[13]
- Revolver modèle 1892 8 mm, usage limité
- autres types de pistolets[14]

### Pistolets mitrailleurs
- MAT 49, arme standard[14]
- MAS 38[14], arme redistribuée aux troupes de seconde importance
- PM Thompson, versions M1928A1 et M1A1[14]
- Sten Mk 2[14], utilisé par certaines troupes de secteurs
- MP 40[14], utilisé par certaines troupes de secteurs
- M3 Grease gun, utilisé par certaines troupes de secteurs[15]

### Fusils et carabines
- MAS 36, arme standard des soldats français[14]
  - MAS 36 CR, variante utilisée par certains parachutistes[14]
  - MAS 36-51, variante modifiée pour le tir de grenade à fusil[14]
- MAS 49, fusil moderne, fourni en priorité aux tireurs d'élite[16]
  - MAS 49/56, variante améliorée et plus courante, remplace le MAS 36 à partir de 1957 dans les unités d'intervention[16],[15]
- Mousqueton Berthier 1892 M 16, en service dans les troupes de seconde ligne, la Marine, les gendarmes et les CRS[16]
- M1 Garand, utilisé notamment par les troupes françaises venues d'Allemagne[17]
- Carabine M1 et M1A1, utilisée par les parachutistes, le génie, les radios, les conducteurs[17]
- Fusil Lebel, utilisé par les troupes de seconde ligne ou pour l'instruction[17]
- Fusil Berthier 07/15, utilisé par les troupes de seconde ligne ou pour l'instruction[17]
- Springfield M1903, utilisé par les troupes de seconde ligne ou pour l'instruction[17]
- Karabiner 98k, utilisé par les troupes de seconde ligne ou pour l'instruction[17]

### Fusils-mitrailleurs et mitrailleuses
- MAC 24/29, fusil-mitrailleur fiable et efficace, en service au début de la guerre[17],[18]
- Browning BAR M1918, fusil-mitrailleur peu apprécié par ses utilisateurs[17]
- Arme automatique modèle 1952 (AA.52), en service à la fin de la guerre[17],[18]
- Mitrailleuse Browning 1919, lourde à transporter et en conséquence utilisée généralement sur des véhicules ou pour la défense des bases[19]
- Mitrailleuse Reibel, utilisée dans les blindés[19]
- Browning M2 cal.50, utilisée généralement sur des véhicules ou pour la défense des bases[19]

### Armes chimiques
CN2D, contenant de la diphénylaminechlorarsine (DM). « L’emploi à la guerre de gaz asphyxiants, toxiques ou similaires et de moyens bactériologiques » est interdite par le protocole de Genève signé par la France en 1925 mais la France se serait dispensée de suivre le protocole, considérant que la guerre d'Algérie n'était pas une guerre, mais une opération de maintien de l'ordre,. Le recours aux gaz toxiques a été révélé en avril 2022 grâce à une enquête de la journaliste Claire Billet parue dans la revue XXI, fondée sur des témoignages d’anciens militaires français et ultérieurement avec le documentaire Algérie, sections armes spéciales. A cette date, l'accès aux archives de l'armée française n'est toujours pas autorisé,.
Le CN2D n'est pas mortel en règle générale mais peut le devenir dans un lieu fermé. Or il a servi dans le cadre de la « guerre des grottes » contre les nationalistes algériens qui s'étaient réfugiés dans ces lieux souterrains. Cette utilisation des gaz rappelle les enfumades de 1844-1845 qui ont fait des milliers de victimes lors de la conquête de l'Algérie.
Le général de Gaulle étend à travers l'Algérie les « sections des grottes » dans les troupes françaises, dès 1959 ; ces sections recevaient une formation de la part des unités de la batterie des armes spéciales (BAS), créée fin 1956 au 411e régiment d'artillerie. Le Monde parle d'une utilisation des gaz « à large échelle » dans le contexte de la guerre des grottes.

### Mortiers
- Mortier modèle 35 et modèle 35/44[19]
- Mortier M2 (en)[19]
- Mortier modèle 27/31 et ses dérivés modèles 1944 ACC, ATS et ARE[19]
- Mortier M1 de 81 mm[19]

### Lance-roquettes et canons sans recul
- Jeep avec missile
- Canon sans recul M18 (en) (57 mm)[19]
- Canon sans recul M20 (en) (75 mm)[19]

### Obusiers
- Howitzer 105 mm M2A1[22]
- Obusier de 105 mm modèle 1950[22]
- Obusier de 155 mm Modèle 50[22]

### Chars
- AMX-13[19]
- M24 Chaffee[1]
- Sherman M4

### Automitrailleuses

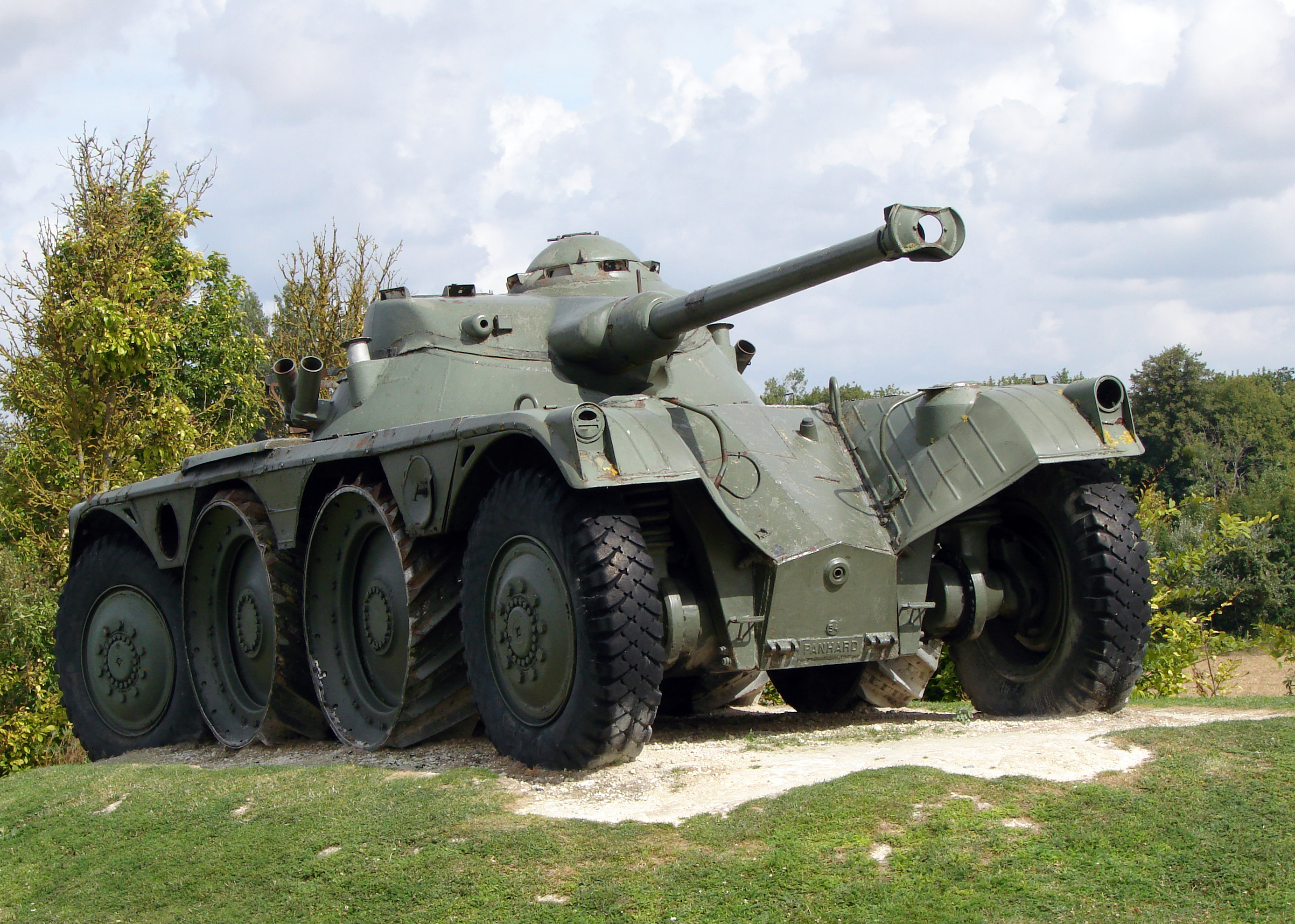
Panhard EBR.

- Daimler Ferret
- Panhard AML 60
- M8 Greyhound (AMM8)[23]
- Panhard EBR[19]

### Blindés de transport de troupe
- Halftrack M3[23]
- Draisine blindée
- M3 Scout Car

### Véhicules légers
- Delahaye VLR 4x4
- Dodge WC[23]
- GMC CCKW[23]
- Vespa 150 TAP

### Avions

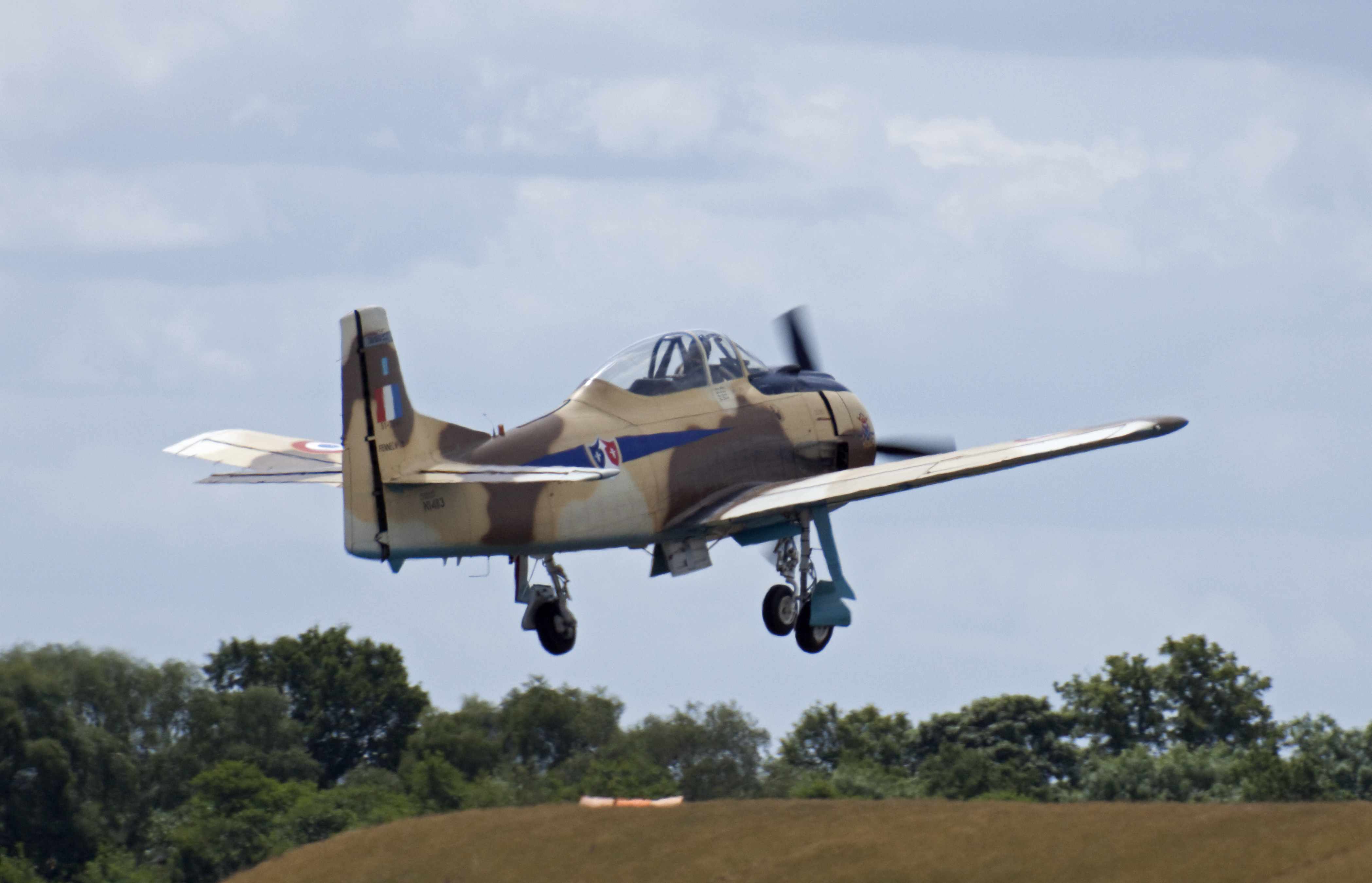
Avion T-28 Fennec.

- Douglas B-26 Invader, bombardier utilisé au début de la guerre[24],[25]
- Douglas A-1 Skyraider, avion d'attaque utilisé à la fin de la guerre[24]
- Douglas C-47 Skytrain, avion de transport[25]
- Chance Vought F4U Corsair, avion d'attaque[25]
- Consolidated PB4Y Privateer, avion de patrouille maritime[25]
- Lockheed P2V Neptune, avion de patrouille maritime[25]
- Max-Holste Broussard, avion léger[26],[27]
- Morane-Saulnier MS.500, avion léger[25]
- Morane-Saulnier MS.733 Alcyon, avion léger[25]
- North American F-100 Super Sabre, chasseur-bombardier, utilisé à partir de la métropole après 1959[28]
- North American T-6, principal avion d'attaque à partir de 1956[24],[25]
- North American T-28 Fennec, avion d'attaque utilisé à la fin de la guerre[24]
- Nord 2501 (Noratlas), avion de transport[26],[27]
- Republic P-47 Thunderbolt, avion d'attaque utilisé au début et au milieu de la guerre[24],[25]
- SIPA S.111 et S.12, avions d'attaque utilisés au début et au milieu de la guerre[25]
- SNCASE Mistral, chasseur bombardier[25]

### Hélicoptères
- Bell 47 G
- Sikorsky S-55

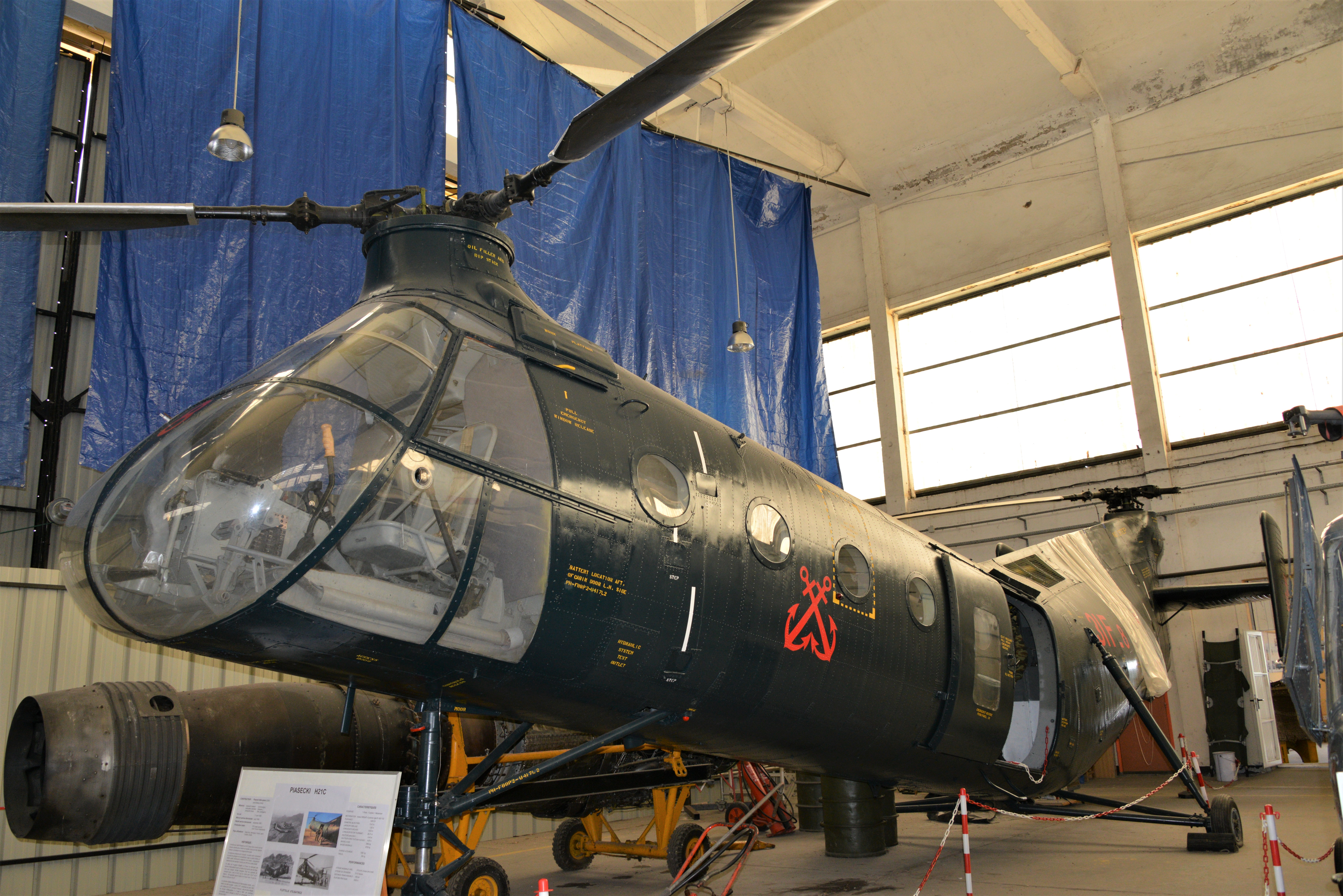
Hélicoptère « Banane » de la marine nationale.

- Sikorsky S-58 (dont certains en configuration « Pirate » lourdement armée)[29]
- Vertol H-21C (Banane)[29]
- Alouette II

### Barrage
- Ligne Challe
- Ligne Morice

## Indépendantistes algériens

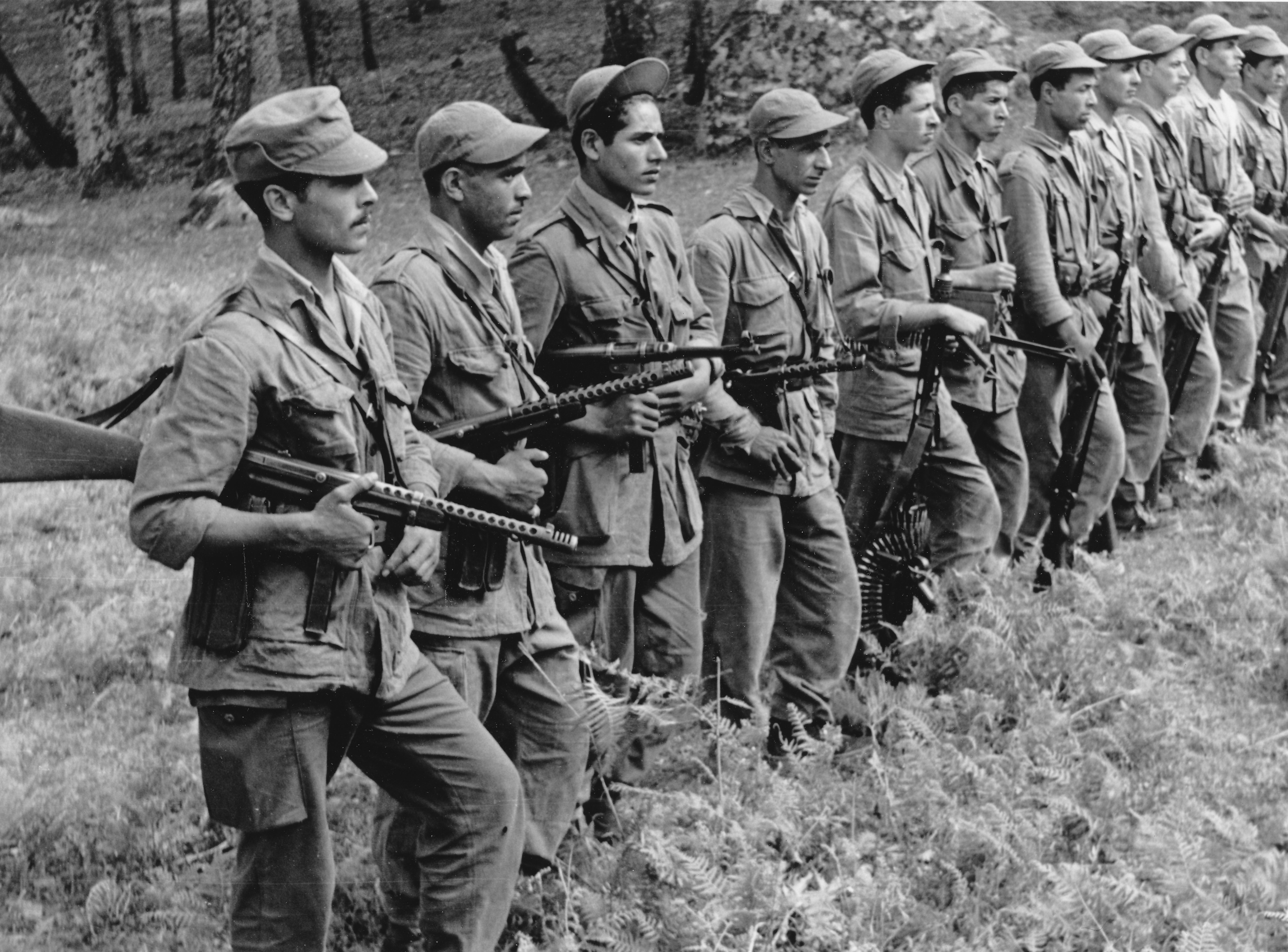
Soldats de l'ALN armés de pistolets-mitrailleurs Beretta 1938A, MP40, FNAB-43, d'une mitrailleuse MG 42 et de fusils K98k

### Armes de poing
- Luger P08[13], arme de point le plus utilisé.
- Colt M1911, courant
- Browning GP
- Colt M1917, rare
- Revolver modèle 1892 8 mm, rare
- Revolver Mas 1873-1874 11 mm, rare
- Autre type de pistolet acquit sur les soldats français ou sur le marché noir.

### Pistolets mitrailleurs
- MAT 49, utilisé en grandes quantités[30]
- MP 40, utilisé en grandes quantités[30]
- Beretta 1938A, utilisé en grandes quantités[30]
- Sturmgewehr 44, parfois utilisé[30]
- PM FNAB-43
- Sten

### Fusils et carabines
- Karabiner 98k, fusil le plus courant parmi l'ALN[31]
- Mauser FN 24/30/46, acheté au marché noir
- Vz. 24
- MAS 36[31]
- M1 Garand[31]
- Carabine M1[31]
- Fusil Lebel[1]
- Lee–Enfield (SMLE et No. 4)[31]
- SKS, utilisée uniquement par les troupes algériennes stationnées en Tunisie[32]
- Fusil de chasse, utilisée principalement avant et au début de la guerre

### Fusils-mitrailleurs et mitrailleuses
- MAC 24/29, fusil-mitrailleur utilisé en grandes quantités[30]
- Browning BAR M1918, fusil-mitrailleur utilisé en grandes quantités[30]
- BREN, fusil-mitrailleur utilisé en grandes quantités[30]
- Lewis Mark I, FM ancien assez rare[30]
- MG 34, mitrailleuse très courante[30]
- MG 42, mitrailleuse assez rare[30]
- Mitrailleuse Hotchkiss modèle 1914, rare[30]
- Mitrailleuse Vickers, rare[30]
- Mitrailleuse Browning 1919, rare

### Armes lourdes
- Mortiers (divers types)[3]
- Bazookas[3]
- Mine terrestre
- Divers explosif

## OAS

### Armes légères
- MAT 49
- Pistolet automatique modèle 1935S

### Sources
- (en) Victor Flintham, Air wars and aircraft : a detailed record of air combat, 1945 to the present, Arms and Armour Press, 1989 (ISBN 978-0-85368-779-5), « 3.1 Algeria, 1954-1962 », p. 79-85
- Jean Huon, « L'armement français en A.F.N. », Gazette des Armes, no 220,‎ mars 1992, p. 12–16 (lire en ligne)
- (en) Martin Windrow (ill. Mike Chappell), The Algerian War, 1954–62, Londres, Osprey Publishing, coll. « Men-at Arms 312 », 1997, 48 p. (ISBN 978-1-85532-658-3)
- (en) Martin Windrow (ill. Mike Chappell), French Foreign Legion : Infantry and Cavalry since 1945, Londres, Osprey Publishing, coll. « Men-at-Arms 300 », 1996, 64 p. (ISBN 978-1-85532-621-7, BNF 41478100)